# 梅西克 (北卡羅萊納州)
梅西克（英語：Mesic）是一個位於美國北卡羅萊納州帕姆利科縣的城鎮。

## 人口
根據2020年美國人口普查的數據，梅西克的面積為2.99平方千米，當中陸地面積為2.67平方千米，而水域面積為0.32平方千米。當地共有人口144人，而人口密度為每平方千米48人。